# Wolkowe
Wolkowe – wieś w Polsce położona w województwie mazowieckim, w powiecie ostrołęckim, w gminie Myszyniec.
Dawniej Wołkowe.
Administracyjnie na terenie wsi utworzono dwa sołectwa: Wolkowe I i Wolkowe II
Wierni Kościoła rzymskokatolickiego należą do parafii Trójcy Przenajświętszej w Myszyńcu lub do parafii Matki Bożej Królowej Korony Polskiej w Krysiakach.

## Historia
W 1827 we wsi istniało 113 chałup, mieszkało tu 702 osób.  
Pod koniec XIX wieku w Wolkowych zorganizowano miejsce dla warsztatów tkackich. 
W grudniu 1914 r. wieś częściowo spłonęła, podpalona przez wojska niemieckie. 
W latach 1921–1939 wieś leżała w województwie białostockim, w powiecie ostrołęckim, w gminie Myszyniec.
Według Powszechnego Spisu Ludności z 1921 roku wieś zamieszkiwało 1087 osób w 201 budynkach mieszkalnych. Miejscowość należała do parafii rzymskokatolickiej w  Myszyńcu. Podlegała pod Sąd Grodzki w Myszyńcu i Okręgowy w Łomży; właściwy urząd pocztowy mieścił się w Myszyńcu.
Od lat 20. XX wieku do czasów okupacji niemieckiej, sołtysem wsi był Franciszek Szok (ur. 1890 r.). 
W wyniku agresji niemieckiej we wrześniu 1939 wieś znalazła się pod okupacją niemiecką. Od 1939 do wyzwolenia w 1945 włączona w skład Landkreis Scharfenwiese, rejencji ciechanowskiej Prus Wschodnich III Rzeszy.
W latach 1975–1998 miejscowość administracyjnie należała do województwa ostrołęckiego.

## Galeria

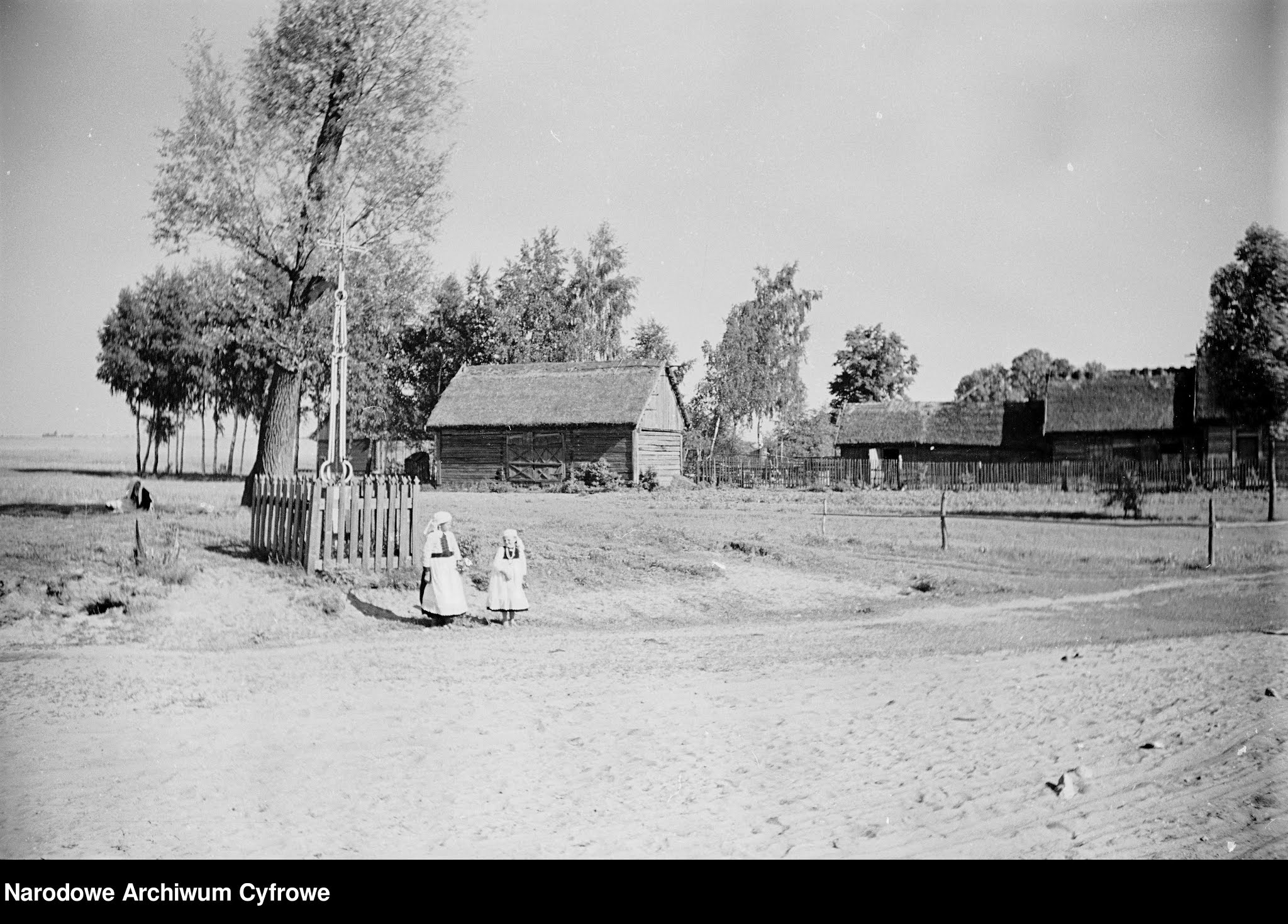
Krzyż w centrum wsi (1937)
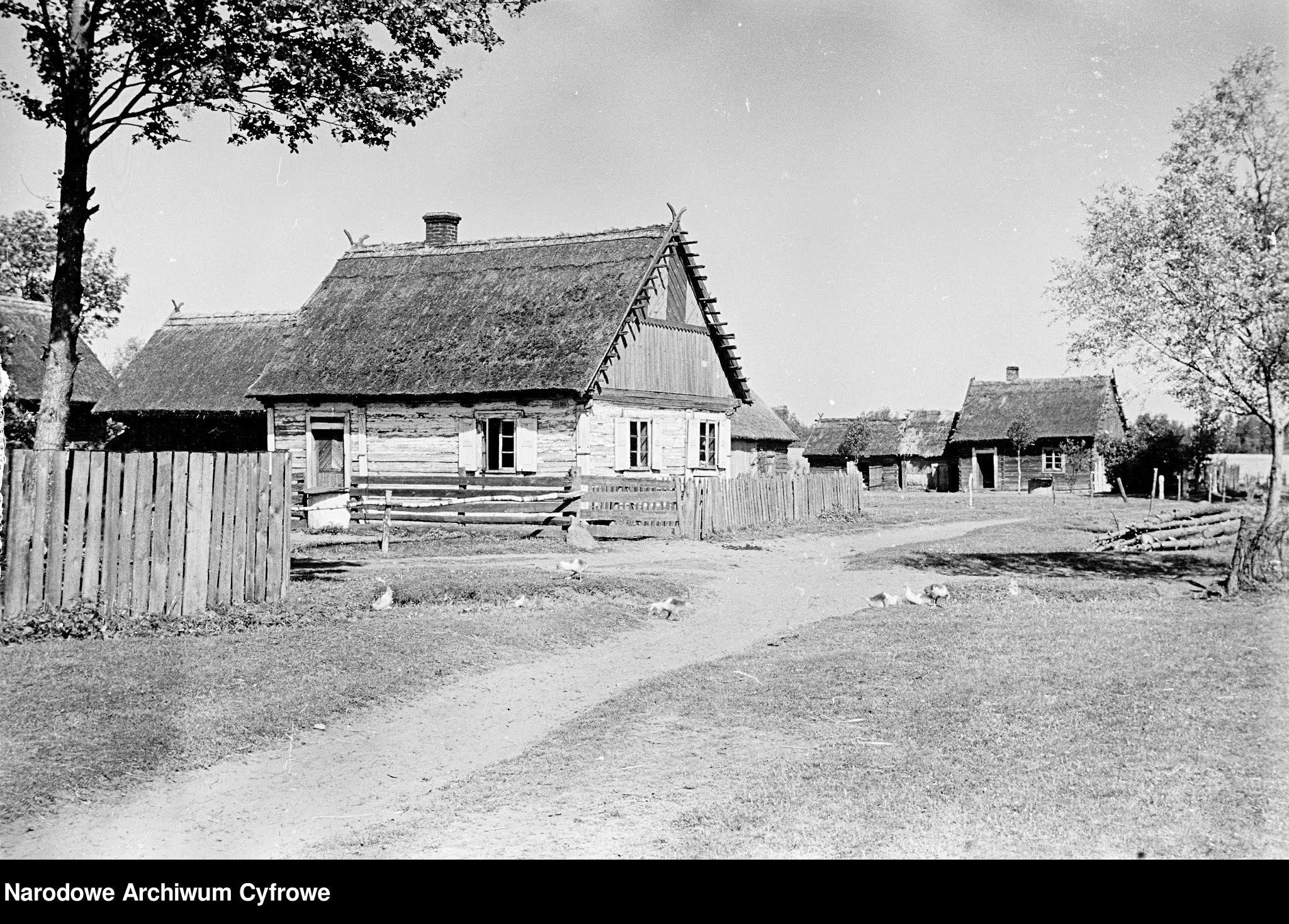
Wolkowe (1937)